# Mironeasa
Mironeasa è un comune della Romania di 4 727 abitanti, ubicato nel distretto di Iași, nella regione storica della Moldavia.
Il comune è formato dall'unione di 3 villaggi: Mironeasa, Schitu Hadâmbului, Urșița.